# Liechtensteiner-Cup 2010-2011
La Liechtensteiner-Cup 2010-2011 è stata la 66ª edizione della coppa nazionale del Liechtenstein disputata tra il 17 agosto 2010 (con gli incontri del primo turno preliminare) e il 25 aprile 2011 e conclusa con la vittoria finale del Vaduz, al suo quarantesimo titolo e quattordicesimo consecutivo.

## Formula
Alla competizione, che si svolse ad eliminazione diretta con partita unica, parteciparono le sette squadre del principato che potevano iscrivere anche più di un team.

## Primo turno preliminare
Gli incontri si giocarono il 17 e 18 agosto 2010.
| Squadra 1             | Risultato | Squadra 2         |
| --------------------- | --------- | ----------------- |
| USV Eschen/Mauren III | 5 - 1     | FC Triesenberg II |
| FC Vaduz III          | 0 - 5     | FC Triesen        |
| FC Vaduz II           | 1 - 3     | FC Triesen II     |
| FC Schaan Azzurri     | 5 - 2     | FC Balzers II     |
| FC Balzers III        | 4 - 2     | FC Ruggell II     |

## Secondo turno preliminare
Gli incontri si giocarono il 14 e 15 settembre 2010.
| Squadra 1             | Risultato | Squadra 2      |
| --------------------- | --------- | -------------- |
| USV Eschen/Mauren III | 1 - 4     | FC Triesen     |
| FC Triesen II         | 1 - 4     | FC Balzers III |
| FC Schaan             | 0 - 1     | FC Triesenberg |
| FC Schaan Azzurri     | 1 - 2     | FC Ruggell     |

## Quarti di finale
Gli incontri si giocarono il 19 e 20 ottobre 2010.
| Squadra 1            | Risultato | Squadra 2         |
| -------------------- | --------- | ----------------- |
| USV Eschen/Mauren II | 1 - 2     | FC Triesenberg    |
| FC Ruggell           | 0 - 6     | Vaduz             |
| FC Triesen           | 1 - 13    | FC Balzers        |
| FC Balzers III       | 1 - 8     | USV Eschen/Mauren |

## Semifinale
Gli incontri si giocarono il 5 e il 12 aprile 2011.
| Squadra 1         | Risultato | Squadra 2      |
| ----------------- | --------- | -------------- |
| USV Eschen/Mauren | 2 - 1     | FC Balzers     |
| Vaduz             | 8 - 0     | FC Triesenberg |

## Finale
La finale si giocò a Vaduz il 25 aprile 2011.
| Vaduz 25 aprile 2011, ore 17:00 | Vaduz | 5 – 0 | USV Eschen/Mauren | Rheinpark Stadion |